# Helloween (álbum)
Helloween es el EP debut de la banda alemana Helloween. No debe confundirse con el álbum homónimo publicado en 2021.
Fue lanzado en 1985 bajo el sello Noise Records y es seguido por Walls of Jericho más tarde ese mismo año. En la edición de 1988 y posteriores de Walls of Jericho se incluye como parte de ese álbum. Este EP da la primera muestra de lo que sería la corriente musical a la que se enfocaría Helloween en sus próximos discos, y es señalado por muchos como el primer lanzamiento de power metal de la historia.

## Lista de canciones
1. "Starlight" (Weikath/Hansen)-5:17
2. "Murderer" (Hansen)-4:26
3. "Warrior" (Hansen)-4:00
4. "Victim of Fate" (Hansen)-6:37
5. "Cry For Freedom" (Hansen/Weikath)-5:50

El inicio de “Starlight” es un sample de “The Silver Shamrock Commercial” de la película Halloween 3 (cuya melodía es la de la canción popular “London Bridge is Falling Down”).  

## Formación
- Kai Hansen – vocalista, guitarra
- Michael Weikath – guitarra
- Markus Grosskopf – bajo
- Ingo Schwichtenberg – batería